# رزی (آرکانزاس)
رزی (به انگلیسی: Rosie) یک منطقهٔ مسکونی در ایالات متحده آمریکا است که در شهرستان ایندیپندنس، آرکانزاس واقع شده‌است. رزی ۸۴٫۱۳ متر بالاتر از سطح دریا واقع شده‌است.